# Temnica
Temnica (makedonska: Темница) är ett periodiskt vattendrag i Nordmakedonien. Det rinner genom kommunen Kičevo, i den västra delen av landet, 60 kilometer sydväst om huvudstaden Skopje.